# Mesostenus truncatidens
Mesostenus truncatidens là một loài tò vò trong họ Ichneumonidae.